# Matea Bošnjak
Matea Bošnjak (Laichingen, 21 dicembre 1997) è una calciatrice tedesca naturalizzata croata, centrocampista dello Spalato e della nazionale croata.

## Carriera

### Club
Nata a Laichingen, nel land del Baden-Württemberg, da genitori croati, si appassiona al calcio fin dall'infanzia, iniziando ad apprendere i fondamentali nella squadra della cittadina tedesca dove risiede con i genitori, il TSV Laichingen, e vestendo la sua maglia fino al 2013.
Dopo una stagione all'Asch-Sonderbuch 2000, dall'estate 2014 si trasferisce all'Alberweiler, squadra interamente femminile con sede a Schemmerhofen, rimanendo in rosa sia nella formazione giovanile che in quella titolare iscritta in Regionalliga Süd, terzo livello del campionato tedesco.
Durante il calciomercato estivo 2015 trova un accordo con il Sindelfingen, facendo un ulteriore salto di categoria giocando in 2. Frauen-Bundesliga (secondo livello) con la squadra titolare oltre che con la Under-19 per la prima parte della stagione. Rimane con la società di Sindelfingen per due stagioni, contribuendo a raggiungere l'ottavo posto nel girone Süd nel campionato 2015-2016 e il quarto in quello successivo.
Nell'estate 2017 si trasferisce al Bayer Leverkusen la cui squadra, appena retrocessa in 2. Frauen-Bundesliga, riesce a concludere al terzo posto del girone Süd dietro alle squadre riserve di Hoffenheim II e Bayern Monaco II, acquisendo il diritto di accedere in Frauen-Bundesliga (primo livello) per il campionato 2018-2019.

## Palmarès

### Club
- Campionato croato: 1

Spalato: 2019-2020
- Campionato tedesco di seconda divisione: 1

Bayer Leverkusen: 2017-2018